# 幌馬車 (1923年の映画)
『幌馬車』（ほろばしゃ、原題：The Covered Wagon）は1923年製作のアメリカ合衆国のサイレント映画。

## 概要
映画史上において本格西部劇の幕開けを告げた歴史的名作。それまでB級のヒーローものがほとんどであった西部劇を、一級のジャンルにまで押し上げるきっかけを作った。
原作はエマーソン・ハフの同名のベストセラー小説。78万ドルの大予算と3000人の出演者を使ったスペクタクルでありながら、監督のジェームズ・クルーズは人間ドラマやリアリティの面でも綿密な配慮を加え、アメリカのフロンティアスピリットを詩情豊かに謳い上げる、風格ある映画に仕上げた。
第1回キネマ旬報ベストテン「娯楽的に優れた作品」部門の第1位。

## キャスト
- ウィル・バニオン - 幌馬車隊の隊長：J・ウォーレン・ケリガン
- モリー・ウィンゲート - ジェドの娘：ロイス・ウィルソン
- サム・ウッドハル - モリーの許婚者：アラン・ヘイル
- ウィリアム・ジャクソン - ウィルの仲間に：アーネスト・トレンス
- ジム・ブリッジャー - 西部の生き字引：タリー・マーシャル
- ウィンゲート夫人 - モリーの母：エセル・ウェールズ
- ジェシー・ウィンゲート - モリーの父：チャールズ・オーグル
- キット・カールソン：ガイ・オリバー
- ジェド・ウィンゲート - オレゴンに土地を求める農夫：ジョニー・フォックス

## 製作
気鋭の映画制作会社だったフェイマス・プレイアーズ＝ラスキーのプロデューサーだったジェシー・L・ラスキーは前の年に映画化権を獲得し、まさに撮影直前にあった「幌馬車」の原作がベスト・セラーの仲間入りをしたと聞き、改めて製作体制をチェックしてみたら。監督は器用なだけが取り柄のジョージ・メルフォード、ヒロインは演技が稚拙なメアリー・マイルズ・ミンター、台本はちんまりとしたラブ・ロマンス。これではいかん、と新鋭プロデューサーのラスキーは「超大作」を目指すために、監督と主演者を読んで手を引かせることにし。ジェイムズ・クルーズを監督に起用。ニューヨーク本社のアドルフ・ズーカー社長と交渉し、50万ドルという当時破天荒の予算が計上された(後に78万2000ドルとなった）

## 公開
映画は記録的なヒットとなり、批評面でも『国民の創生』と並ぶアメリカ映画の二大傑作とまで呼ばれる好評を得た。そして翌年の『アイアン・ホース』をはじめとした良質西部劇が続々と生まれる、その道筋がこの映画のヒットで形作られることになった。
俳優出身でプログラム・ピクチャー専門の監督と思われていたジェームズ・クルーズは、この作品で一級監督としての評判を得て、サイレント期の終わりまで活躍した。